# تصنيف اضطرابات الشخصية في التصنيف الدولي للأمراض – النسخة الحادية عشرة
تصنيف الاضطرابات الشخصية في التصنيف الدولي للأمراض النسخة الحادية عشرة هو إطار تشخيصي للاضطرابات الشخصية تم تقديمه في المراجعة الحادية عشرة من التصنيف الدولي للأمراض. 
يعتمد هذا النظام التصنيفي على نموذج بُعدي للاضطرابات الشخصية، أي أنه يتم تقييم الأفراد على أساس أبعاد سلوكية مستمرة، حيث تعكس الاضطرابات الشخصية أشكالًا متطرفة أو غير تكيفية من السمات التي تتصل استمراريًا بوظائف الشخصية الطبيعية، ويتم تصنيفها وفقًا لشدة الخلل ومحددات مجالات السمات البارزة. يختلف تصنيف الاضطرابات الشخصية في التصنيف الدولي للأمراض – النسخة الحادية عشرة اختلافًا كبيرًا عن النسخة السابقة، إذ تم دمج جميع الاضطرابات الشخصية المتميزة في تشخيص واحد: اضطراب الشخصية، والذي يمكن ترميزه على أنه طفيف، متوسط، شديد، أو غير محدد الشدة.
تُحدد الشدة بناءً على مستوى الضيق النفسي المُعاش ودرجة الإعاقة في الأنشطة اليومية نتيجةً للصعوبات في جوانب من الوظائف الذاتية (مثل الهوية، وتقدير الذات، والقدرة على التوكيل) والعلاقات الشخصية (مثل الرغبة والقدرة على إقامة علاقات وثيقة، والقدرة على التعامل مع النزاعات)، بالإضافة إلى الاختلالات السلوكية والمعرفية والعاطفية. هناك أيضًا فئة إضافية تُسمى صعوبة في الشخصية، يمكن استخدامها لوصف السمات الشخصية التي تُعد إشكالية، لكنها لا تستوفي المعايير التشخيصية لاضطراب الشخصية. يمكن تحديد اضطراب أو صعوبة في الشخصية من خلال واحدة أو أكثر من السمات أو الأنماط الشخصية البارزة التالية: الانفعالية السلبية، الانسحاب، الانفصامية، الانفلات، والوسواسيّة. بالإضافة إلى السمات، يمكن تحديد نمط حدي – يشبه في طبيعته اضطراب الشخصية الحدية.

## الخلفية
وُصف هذا النظام بأنه مكافئ سريري لنموذج العوامل الخمسة الكبرى، حيث يعالج نظام السمات الخمس عدة مشكلات في النظام القائم على الفئات القديم. من بين عشرة اضطرابات شخصية في تصنيف الاضطرابات الشخصية في التصنيف الدولي للأمراض النسخة العاشرة، تم استخدام اثنين منها بشكل غير متناسب: اضطراب الشخصية غير المستقرة عاطفيًا، النوع الحدي، واضطراب الشخصية الانفصامي (اللاجتماعي) كانت هناك تداخلات كثيرة بين الفئات، وغالبًا ما كان الأفراد المصابون باضطرابات شديدة يستوفون معايير عدة اضطرابات شخصية، وهو ما وصفه ريد وآخرون بأنه "تعايش مصطنع للتشخيصات". لذلك أُعيد تصوّر اضطراب الشخصية في إطار بُعد عام للشدة، مع التركيز على خمس سمات سلبية يمكن أن تتواجد بدرجات متفاوتة لدى الشخص.
| ICD-11 شدة اضطراب الشخصية | DSM-5 المعيار أ: مستوى أداء الشخصية |
| ------------------------- | ----------------------------------- |
| لا أحد                    | لا يوجد ضعف (0)                     |
| صعوبة الشخصية             | ضعف خفيف (1)                        |
| اضطراب الشخصية الخفيف     | ضعف متوسط (2)                       |
| اضطراب الشخصية المعتدل    | ضعف شديد (3)                        |
| اضطراب الشخصية الحاد      | ضعف شديد (4)                        |
| سمة ICD-11 مؤهلات المجال  | DSM-5 المعيار ب: مجالات السمات      |
| الانفعال السلبي           | الانفعال السلبي                     |
| الانفصال                  | الانفصال                            |
| إزالة التثبيط             | إزالة التثبيط                       |
| عدم الاجتماعية            | العداء                              |
| أنانكاستيا                | (الكمال الجامد)                     |
| ( اضطراب الفصام )         | الذهان                              |

كان هناك جدل كبير بشأن هذا النموذج البُعدي الجديد، حيث رأى الكثيرون أنه لا ينبغي التخلي عن التشخيص القائم على الفئات. وخصوصًا، كان هناك خلاف حول وضع اضطراب الشخصية الحدية. كتب جيفري ريد: "تشير بعض الأبحاث إلى أن اضطراب الشخصية الحدية ليس فئة مستقلة وصالحة بذاتها، بل هو مؤشر متنوع لشدة اضطراب الشخصية. في حين يرى باحثون آخرون أن اضطراب الشخصية الحدية هو كيان سريري مميز وصالح، ويدّعون أن خمسين عامًا من البحث تدعم صلاحية هذه الفئة. يبدو أن العديد – وإن لم يكن الجميع – من الأطباء السريريين يتفقون مع هذا الرأي الأخير. وبغياب بيانات أكثر حسماً، بدا أنه لا أمل كبير في التوفيق بين هذه الآراء المتعارضة. ومع ذلك، فقد أخذت منظمة الصحة العالمية بجدية المخاوف المعبر عنها من أن الوصول إلى الخدمات للأشخاص المصابين باضطراب الشخصية الحدية – والذي أصبح متاحًا بشكل متزايد في بعض البلدان بناءً على فعالية العلاج – قد يتعرض لخطر كبير." لذلك، اعتبرت منظمة الصحة العالمية أن إدراج فئة نمط حدي هو "حل عملي وسط".
نموذج الاضطرابات الشخصية البديل في الدليل التشخيصي والإحصائي الخامس، المُدرج في نهاية الدليل التشخيصي والإحصائي للاضطرابات النفسية – الإصدار الخامس، يشبه إلى حد كبير نظام اضطراب الشخصية في تصنيف الاضطرابات الشخصية في التصنيف الدولي للأمراض النسخة الحادية عشرة. وقد تم النظر في إدراجه ضمن النسخة الحادية عشرة، لكن منظمة الصحة العالمية قررت عدم اعتماده لأنه اعتُبر "معقدًا للغاية للتطبيق في معظم البيئات السريرية حول العالم"، إذ كان من أهداف منظمة الصحة العالمية تطوير أسلوب بسيط وفعال يمكن استخدامه أيضًا في البيئات منخفضة الموارد. وقد وجدت الأبحاث أن نظام اضطراب الشخصية في النسخة الحادية عشرة يتماشى بشكل جيد مع النموذج البديل لاضطرابات الشخصية في الدليل التشخيصي والإحصائي الخامس، مما يعني أن نتائج البحوث المتعلقة بـ النموذج البديل لاضطرابات الشخصية في الدليل التشخيصي والإحصائي الخامس يمكن أيضًا تطبيقها على النموذج المستخدم في النسخة الحادية عشرة. ورغم أن الأبحاث حول فائدة نظام النسخة الحادية عشرة لتصنيف اضطراب الشخصية ما زالت محدودة، إلا أن الدراسات أظهرت نتائج إيجابية.

## التشخيص

### اضطراب الشخصية
يمكن ترميز اضطراب الشخصية على أنه طفيف، متوسط، شديد، أو غير محدد الشدة. كما توجد فئة إضافية تُدعى صعوبة في الشخصية، يمكن استخدامها لوصف السمات الشخصية التي تُعد إشكالية، لكنها لا ترتقي إلى مستوى اضطراب الشخصية.
تُحدد الشدة بدرجة وشمولية الاضطراب في علاقات الشخص وإحساسه بذاته؛ وشدة واتساع المظاهر العاطفية والمعرفية والسلوكية لهذا الاضطراب؛ ومدى تسبب هذه الأنماط والمشكلات في الضيق أو الإعاقة النفسية الاجتماعية؛ ومستوى خطر الإيذاء للنفس أو للآخرين.

#### اضطراب الشخصية الطفيف
في اضطراب الشخصية الطفيف، تتأثر فقط بعض مجالات وظائف الشخصية. على سبيل المثال، قد يواجه الشخص صعوبة في اتخاذ القرارات أو تحديد اتجاه مساره المهني، ومع ذلك يكون لديه شعور قوي بتقدير الذات والهوية. تظهر مشكلات في العديد من العلاقات الشخصية أو في أداء الأدوار الاجتماعية والمهنية، لكن يتم الحفاظ على بعض العلاقات أو أداء بعض الأدوار الاجتماعية. تكون مظاهر صعوبات الشخص عمومًا طفيفة ولا ترتبط عادة بإيذاء النفس أو الآخرين. على سبيل المثال، قد يواجه صعوبة في التعافي من الانتكاسات أو الانتقادات البسيطة عند التوتر، أو قد يشوّه كيفية إدراكه للمواقف أو دوافع الآخرين دون أن يفقد الاتصال الكامل بالواقع. وعلى الرغم من أن اضطراب الشخصية قد يكون طفيفًا، فقد يعاني الشخص من ضيق كبير وإعاقة. إلا أن الضيق والإعاقة يكونان محصورين في نطاق أضيق من الوظائف أو، إذا كانت الصعوبات تشمل مجالات عدة، فإنها تكون أقل شدة.

#### اضطراب الشخصية المتوسط
في اضطراب الشخصية المتوسط، يؤثر الاضطراب على مجالات متعددة من وظائف الشخصية مثل الهوية، الإحساس بالذات، تكوين العلاقات الحميمة والحفاظ عليها، والقدرة على ضبط وتعديل السلوك. على الرغم من هذه الصعوبات، قد تظل بعض المجالات الوظيفية أقل تأثرًا نسبيًا. أحيانًا يرتبط اضطراب الشخصية المتوسط بإيذاء النفس أو الآخرين. وعندما يحدث ذلك، فإنه يكون عادة بدرجة متوسطة من الشدة.

#### اضطراب الشخصية الشديد
يعاني الأشخاص المصابون باضطراب الشخصية الشديد من اضطرابات كبيرة في إحساسهم بوظائف الذات. على سبيل المثال، قد لا يكون لديهم أي إحساس بهويتهم، أو يشعرون بخدر عاطفي شديد، أو يذكرون أن معتقداتهم وأفكارهم تتغير بشكل كبير حسب السياق. قد يكون لبعض الأفراد نظرة جامدة للغاية لأنفسهم وللعالم، ويعتمدون على روتين صارم ونهج محدد للتعامل مع المواقف. قد يكون إحساس الشخص بذاته متعجرفًا أو غريبًا للغاية، أو يتسم بالاشمئزاز واحتقار الذات.
تتأثر تقريبًا جميع العلاقات في جميع السياقات بشكل سلبي. غالبًا ما تكون العلاقات غير متوازنة أو غير مستقرة أو شديدة الصراعية. وقد تحدث أيضًا درجة من العنف الجسدي. من المرجح أن تكون العلاقات العائلية محدودة بشدة أو شديدة الصراع. تتأثر قدرة الشخص، وأحيانًا رغبته، في أداء الأدوار الاجتماعية والمهنية بشكل شديد. على سبيل المثال، قد لا يرغب الشخص أو يكون غير قادر على الحفاظ على عمل منتظم بسبب قلة الاهتمام أو الجهد أو الأداء الضعيف. وبدلًا من ذلك، قد يكون الأداء المهني الضعيف ناتجًا عن صعوبات شخصية أو سلوك غير مناسب مثل نوبات الغضب أو العصيان. وغالبًا ما يرتبط اضطراب الشخصية الشديد بإيذاء الذات أو الآخرين. تظهر الإعاقة الشديدة في جميع مجالات حياة الشخص.

### صعوبة في الشخصية
بالإضافة إلى تشخيص اضطراب الشخصية، توجد إمكانية لتحديد رمز فرعي لوجود صعوبة في الشخصية. صعوبة الشخصية ليست اضطرابًا بحد ذاتها، لكنها متاحة كرمز لتوجيه العلاج والرعاية الوقائية، وتقع ضمن قسم تصنيف التصنيف الدولي للأمراض – النسخة الحادية عشرة المعني بالعوامل المؤثرة في الحالة الصحية والتواصل مع خدمات الرعاية الصحية، دون أن تكون أمراضًا بحد ذاتها. وهكذا، يمكن مقارنة صعوبة الشخصية برموز عدم الاضطراب في التصنيف الدولي للأمراض – النسخة العاشرة مثل "تفاقم سمات الشخصية" أو "الوظيفة الذهنية الحدّية".
يُستخدم هذا الرمز غالبًا في الحالات التي توجد فيها مسألة تتعلق بالشخصية يجب التعامل معها (مثل الكمالية أو القلق)، أو للاعتراف بأن المريض، الذي خضع لعلاج ناجح من اضطراب الشخصية، لا يزال يحتفظ ببعض السمات المتبقية من الاضطراب، والتي يجب أن يأخذها المهنيون الصحيون الآخرون في الاعتبار. وعلى عكس تشخيص اضطراب الشخصية، فإن صعوبة الشخصية تكون عادة أقل تعقيدًا ومحدودة فقط بمواقف أو علاقات معينة. تحدث المشكلات عادة بشدة أقل أو تُعبّر عنها بشكل متقطع، مثلًا خلال فترات التوتر والضغط.

### السمات أو الأنماط الشخصية البارزة
تحت بند السمات أو الأنماط الشخصية البارزة، يتضمن التصنيف الدولي للأمراض – النسخة الحادية عشرة خمس مجالات للسمات تُستخدم لتحديد السمات المرضية ضمن الصورة السريرية لتشخيص اضطراب الشخصية أو صعوبة في الشخصية. بالإضافة إلى محددات السمات، يوجد أيضًا نمط حدي، يشبه التشخيص الفئوي المحدد لاضطراب الشخصية الحدية. لا تُعد محددات السمات فئات أو تشخيصات متلازمية، بل تمثل أبعادًا أسلوبية تُسهم في التعبير عن خلل الشخصية. ومع ذلك، ولأغراض الترميز، يمكن فقط الإشارة إلى وجود أو عدم وجود السمات البارزة، حتى وإن كانت موجودة على طيف مستمر.

#### الانفعالات السلبية
تشكل الميل إلى تجربة مجموعة واسعة من الانفعالات السلبية العنصر المركزي للانفعالية السلبية. لدى الأشخاص المشخّصين باضطراب الشخصية، يعني هذا عادةً أنهم يعانون من انفعالات سلبية بشكل متكرر وبشدة يعتبرها الآخرون غير متناسبة مع الموقف. تشمل الانفعالات الشائعة القلق، التوتر، الحزن، الخوف، الغضب، العداء، الشعور بالذنب، والخزي. غالبًا ما يعاني الشخص من تقلبات عاطفية مع صعوبات في تنظيم الذات العاطفي. يتأثرون بسهولة ويستغرقون وقتًا أطول من المعتاد للعودة إلى مستوياتهم الانفعالية الأساسية.
ونتيجة للانفعالات الشديدة والمتكررة، تظهر أفكار ومواقف سلبية تزيد من ردود الفعل العاطفية القوية. وتشيع الأفكار اليائسة، والميل إلى افتراض أن التدخلات أو الحلول المقترحة من قبل الأصدقاء أو العائلة أو المهنيين لن تُجدي نفعًا. وغالبًا ما يكون لدى الأفراد تقدير ذاتي وثقة بالنفس منخفضَين، مما يؤدي إلى تجنب المواقف أو الأنشطة التي يتوقعون أن تكون صعبة. وغالبًا ما تكون هذه المواقف صعبة فعلًا بسبب حساسيتهم العاطفية. وقد يعتمدون بشدة على الآخرين في تقديم النصيحة، والطمأنة، والمساعدة، والتوجيه. أحيانًا، قد يشعرون بالغيرة من قدرات وإنجازات الآخرين نظرًا لتحدياتهم الشخصية. وفي الحالات الأكثر شدة، قد يعانون من مشاعر انعدام القيمة وأفكار انتحارية.

#### الانسحاب
يأخذ الانسحاب (6D11.1) أشكالًا اجتماعية وعاطفية. يتمثل الانسحاب الاجتماعي في الأشخاص المشخصين باضطراب الشخصية بتجنب كبير للتفاعل الاجتماعي وما يعتبرونه تواصلًا غير ضروري. وقد يستجيب الشخص غالبًا بطرق تثبط التفاعل الاجتماعي. ونتيجة لذلك، غالبًا ما يفتقر إلى الأصدقاء أو حتى المعارف، ويتجنب الألفة بجميع أشكالها، بما في ذلك الحميمية الجنسية. في السياق المهني، قد يدفعه الانسحاب إلى السعي للحصول على وظيفة لا تتطلب تفاعلًا اجتماعيًا. أما الانسحاب العاطفي، فيظهر من خلال سلوك متحفظ وبارد مع تعبير وخبرة عاطفية محدودة، لفظيًا وغير لفظيًا. وفي الحالات القصوى، قد يذكر الشخص عدم شعوره بأي تجربة عاطفية على الإطلاق؛ وقد يكون غير متفاعل مع الأحداث الإيجابية أو السلبية، ويُظهر قدرة محدودة على الاستمتاع.

#### الانفصامية
تتمثل السمة المركزية للانفصامية في تجاهل مشاعر وحقوق الآخرين، بما يشمل الأنانية وانعدام التعاطف. قد يظهر الأشخاص الذين يتمتعون بهذه السمة التكبر، والإحساس بالأحقية، وتوقع الإعجاب من الآخرين. وقد يسعون لجذب الانتباه من الآخرين أو لضمان كونهم محور اهتمامهم. وإذا لم يستجب الآخرون كما يريدون، فقد يعبرون عن استيائهم بطريقة درامية.
على سبيل المثال، قد يرد هؤلاء الأشخاص بالغضب أو الانتقاص من الآخرين عندما لا يتلقون الإعجاب. وقد يؤدي هذا النمط إلى تجاهل أهمية الآخرين، مع تركيز مطلق على احتياجاتهم ورغباتهم وراحتهم. يشمل انعدام التعاطف السلوكيات المخادعة، التلاعب، الاستغلال، القسوة، القساوة، العدوانية الجسدية، وأحيانًا التمتع بمعاناة الآخرين.

#### الانفلات
ينطوي مجال سمة الانفلات على أفعال اندفاعية استجابةً لمحفزات داخلية أو بيئية فورية دون النظر في العواقب الطويلة الأمد. يميل الأشخاص الذين يمتلكون هذه السمة إلى التصرف بتهور دون التفكير في أثر أفعالهم على أنفسهم أو الآخرين على المدى الطويل؛ ويمكن أن يشمل ذلك تعريض أنفسهم أو الآخرين للخطر. تؤدي صعوبة تأجيل المكافأة أو الإشباع إلى ارتباط قوي بهذه السلوكيات مثل تعاطي المواد، القمار، والنشاط الجنسي غير المخطط له. إلى جانب الأفعال الاندفاعية، تترافق هذه السمة مع ضعف في تقدير المخاطر وغياب الإحساس المناسب بالحذر، مما يؤدي مثلًا إلى القيادة المتهورة، الرياضات الخطرة، والأنشطة دون تدريب أو إعداد مناسب.
غالبًا ما يكون الأشخاص الذين يمتلكون هذه السمة مشتتين، ويصابون بالملل أو الإحباط من المهام الروتينية أو الصعبة أو المملة، وقد يُشاهدون غالبًا وهم يبحثون في بيئتهم عن خيارات أكثر متعة. وغالبًا ما يظهر على الأشخاص المصابين باضطراب الشخصية المصحوب بهذه السمة غياب التخطيط، وتفضيل الأنشطة التلقائية على المخطط لها، مع تركيز على المشاعر والإحساسات الفورية، وقليل من الاهتمام بالأهداف طويلة – وأحيانًا قصيرة – الأمد. ونتيجة لذلك، غالبًا ما يفشلون في تحقيق الأهداف التي يضعونها لأنفسهم.

#### الوسواسيّة
يمتلك الأفراد الذين يتمتعون بدرجة عالية من الوسواسيّة إحساسًا شخصيًا واضحًا ومفصلًا بالكمال والنقص يتجاوز المعايير المعتادة في مجتمعهم. يؤمنون بشدة بوجوب اتباع الجميع للقواعد تمامًا والوفاء بجميع الالتزامات. وقد يعيد هؤلاء الأفراد تنفيذ عمل قام به الآخرون لأنه لا يرقى إلى معاييرهم الكمالية.
يؤمن الأفراد الذين يمتلكون هذه السمة بأهمية السيطرة على أنفسهم وعلى المواقف لضمان تلبية معاييرهم الكمالية. لديهم انشغال بالقواعد الاجتماعية والواجبات وما ينبغي اعتباره صوابًا وخطأ. يركزون بشدة على التفاصيل، وهم منهجيون ومنظمون إلى درجة التصلب. يؤدي هذا التركيز المفرط على القضايا أو التنظيم أو النظافة أو البنية غالبًا إلى صعوبات في العلاقات الشخصية لأنهم يتوقعون نفس المعايير العالية من الجميع. وقد يواجهون أيضًا صعوبة شديدة في اتخاذ القرارات لأنهم غير واثقين من أنهم أخذوا جميع جوانب الموقف في الحسبان.
من المظاهر الشائعة لهذه السمة تطبيق القواعد نفسها من النظام على التعبير العاطفي والسلوكي بحيث لا يُعبرون عن مشاعرهم أو يعبرون عنها بشكل ضئيل جدًا. وتُعني خططهم المفرطة الدقة أنهم غالبًا ما يكونون غير قادرين على التصرف العفوي أو على إجراء تغييرات في جدولهم الزمني. وهم واعون للغاية للمخاطر، لذلك من غير المرجح جدًا أن يشاركوا في أي نشاط قد تكون له عواقب سلبية.
يُمثل إدراج مجال منفصل للوسواسيّة في تصنيف النسخة الحادية عشرة تباينًا واضحًا عن إطار النموذج البديل لاضطرابات الشخصية في الدليل التشخيصي والإحصائي الخامس في الدليل التشخيصي والإحصائي الخامس، ويتوافق مع سمة القسرية وجزئيًا مع النقيض المعاكس للانفلات. لم يكن الارتباط السلبي بالانفلات (أي النقيض المعاكس) كافيًا لتفسير هذه السمات، مما يدعم قرار منظمة الصحة العالمية بإدراج مجال منفصل للوسواسيّة. فعلى سبيل المثال، تميز اضطراب الشخصية النرجسية بوجود كل من الانفلات (مثل الأحقية المعبر عنها بصعوبة في تأخير الإشباع) والوسواسيّة (مثل الكمالية النرجسية، والغرور، والسيطرة)، وهو ما لا يمكن التعبير عنه وترميزه في مجال ثنائي القطب واحد للانفلات (أي منخفض مقابل مرتفع). وهذا يتماشى إجمالًا مع النتائج التجريبية والحجج السريرية التي تدعم فائدة وجود مجال منفصل للوسواسيّة، مع الاعتراف بأن هذا المجال يُعد نقيضًا وظيفيًا ولكنه ليس نقيضًا كاملًا للانفلات.

#### النمط الحدي
بالإضافة إلى تصنيف شدة اضطراب الشخصية ومجالات السمات الأكثر بروزًا، يوفر التصنيف الدولي للأمراض – النسخة الحادية عشرة محدد نمط حدي، وهو مشابه جدًا لتعريفات اضطراب الشخصية الحدية في النموذج البديل لاضطرابات الشخصية في الدليل التشخيصي والإحصائي الخامس. وبالتالي، على عكس النمذجة التشغيلية في نموذج النسخة العاشرة لاضطراب الشخصية غير المستقرة عاطفيًا (أي النمط الاندفاعي والنمط الحدي)، يُعرّف محدد النمط الحدي في نموذج النسخة الحادية عشرة من خلال السمات التسع المعروفة في النموذج البديل لاضطرابات الشخصية في الدليل التشخيصي والإحصائي الخامس، بما في ذلك "الأعراض التفارقية أو المظاهر الشبيهة بالذهانية (مثل الهلاوس المؤقتة، جنون الارتياب في حالات الإثارة الانفعالية العالية)".
بالإضافة إلى هذه السمات التسع، يمكن للمستخدم أيضًا أن يأخذ في الاعتبار ثلاث مظاهر إضافية للنمط الحدي، قد تكون مفيدة لكل من التعرف على النمط التشخيصي، والوصف السريري المفصل، وتخطيط العلاج:
1. نظرة إلى الذات باعتبارها سيئة، أو غير كافية، أو مذنبة، أو مستحقرة[17]
2. شعور بالاغتراب أو الوحدة.[18]
3. حساسية مفرطة للرفض، مشكلات في الثقة، وتفسير خاطئ للإشارات الاجتماعية.[3][19][20]

لقد تم التشكيك في صلاحية وفائدة إدراج النمط الحدي في نموذج النسخة الحادية عشرة واعتباره زائداً عن الحاجة. وذكرت إحدى الأوراق البحثية أن: "تحليلات الانحدار وعوامل البنود تكشف أن معايير النمط الحدي لا تُشكل بُنية مستقلة، ولا يمكن فصلها عن الانفعالية السلبية. علاوة على ذلك، لا يضيف النمط الحدي أي قيمة إضافية إلى المجالات الأخرى عند التنبؤ بشدة اضطراب الشخصية. يظهر النمط الحدي على أنه زائد إلى حد كبير بل ومضلل، ما لم تُدمج معاييره بشكل مناسب داخل بنية الاعتلال في الشخصية." وقد شملت أسباب إدراج النمط الحدي التغطية الطويلة الأمد لاضطراب الشخصية الحدية في الأدبيات والبحوث السريرية، وارتباطه المحدد بالعلاج وتعويض التأمين.

## انظر ايضاً
- نموذج دي إس إم-٥ البديل لاضطرابات الشخصية.

- المختصرات في الرعاية الصحية
- قاعدة بيانات حيوية
- تصنيف الاضطرابات العقلية
- معلوماتية صحية
- جمعية ناندا
- علم تصنيف الأمراض
- التصنيف الدولي للأمراض - ١٠
- التصنيف الدولي للأمراض والتصنيف الدولي لتأدية الوظائف والعجز والصحة
- التصنيف الدولي لأمراض الأورام
- التصنيف الدولي للأداء والإعاقة والصحة
- التصنيف الإحصائي الدولي للأمراض والمشكلات الصحية ذات الصلة

## روابط خارجية
- موقع منظمة الصحة العالمية الرسمي للتصنيفات الدولية
- المصطلحات الطبية في المكتبة الوطنية للطب
- منظمة تطوير معايير المصطلحات الصحية الدولية.

1. ↑  The ICD has never featured the category narcissistic personality disorder (NPD), unlike the DSM, which has it since DSM-III and codes it under the ICD-category Other specific personality disorders (ICD-9: 301.8; ICD-10: F60.8). Patients who might have NPD are sometimes also diagnosed with Dissocial/Antisocial personality disorder (ICD-9: 301.7; ICD-10: F60.2).
2. ↑  Conceptualized as low level of Disinhibition in the AMPD.[12]